# Tista (manga)
Tista (ティスタ Tisuta?), estilizado como TISTA, es un manga japonés escrito e ilustrado por Tatsuya Endo. Fue publicado en la revista Jump Square de Shueisha entre 2007 y 2008. Tista es una de las obras que presentaron a Endo al público antes de su éxito mundial con Spy × Family.
La serie comenzó a serializarse en la revista Jump Square el 2 de noviembre de 2007. La serialización concluyó el 4 de julio de 2008. Los capítulos individuales fueron recopilados en dos volúmenes tankōbon.
En junio de 2022, Viz Media anunció que había licenciado la serie para su publicación en inglés.

## Argumento
La serie sigue a Tista Rockwell, una joven que trabaja como asesina para un grupo religioso extremista. Después de conocer a Arty, un hombre que despierta sus dudas, Tista comienza a darse cuenta de la hipocresía dentro de la organización para la que trabaja y decide buscar una forma de escapar de este ciclo de violencia.

## Recepción
Shaedhen, de Manga News, elogió el arte y los personajes, aunque consideró que la historia era poco original. Un columnista de Manga Sanctuary también destacó la calidad del arte, señalando que, aunque la historia no es innovadora, sigue siendo agradable. Faustine Lillaz, de Planete BD, fue más crítica, describiendo a los personajes como "estereotipos ambulantes". Sin embargo, también reconoció el valor del arte.